# Riera de Riudecanyes
La riera de Riudecanyes és una de les unitats hidrològiques de les Conques Internes de Catalunya. Representa la riera més important de la comarca del Baix Camp, única comarca per la qual discorre, tot baixant de la carena que separa aquesta comarca de la del Priorat. Està situada entre les rieres de Llaberia-Vandellòs, al sud, i les rieres del Baix Camp, al nord. A la desembocadura de la riera es forma una zona humida de 8,5 hectàrees.
Els principals afluents de la riera de Riudecanyes són el barranc de Segures, el de les Francines, la riera de Vilanova i el barranc de l'Olivera.
En el seu curs s'hi troba l'embassament de Riudecanyes.

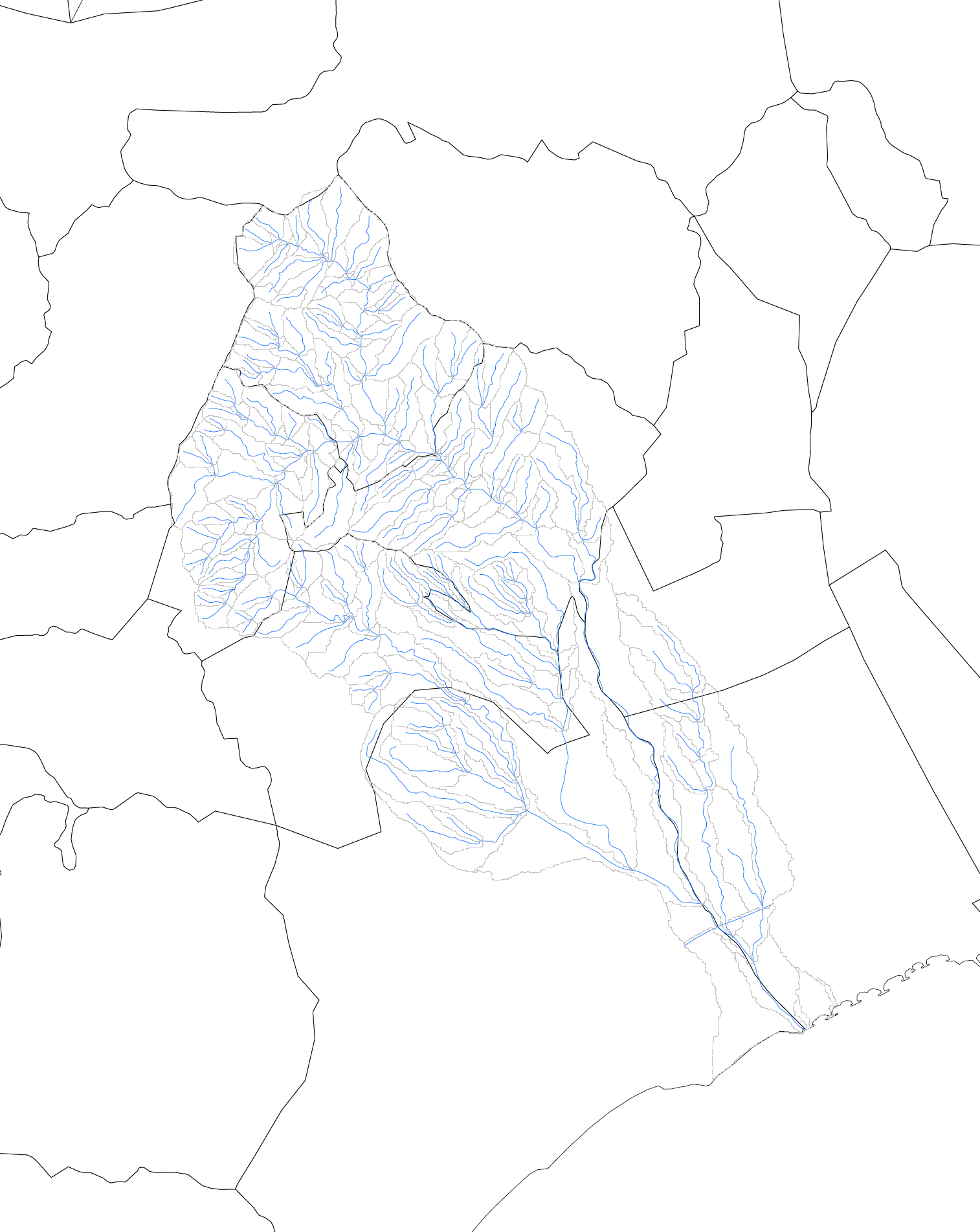
La conques de la riera de Riudecanyes i les zones que abraça dels municipis pels quals s'estén

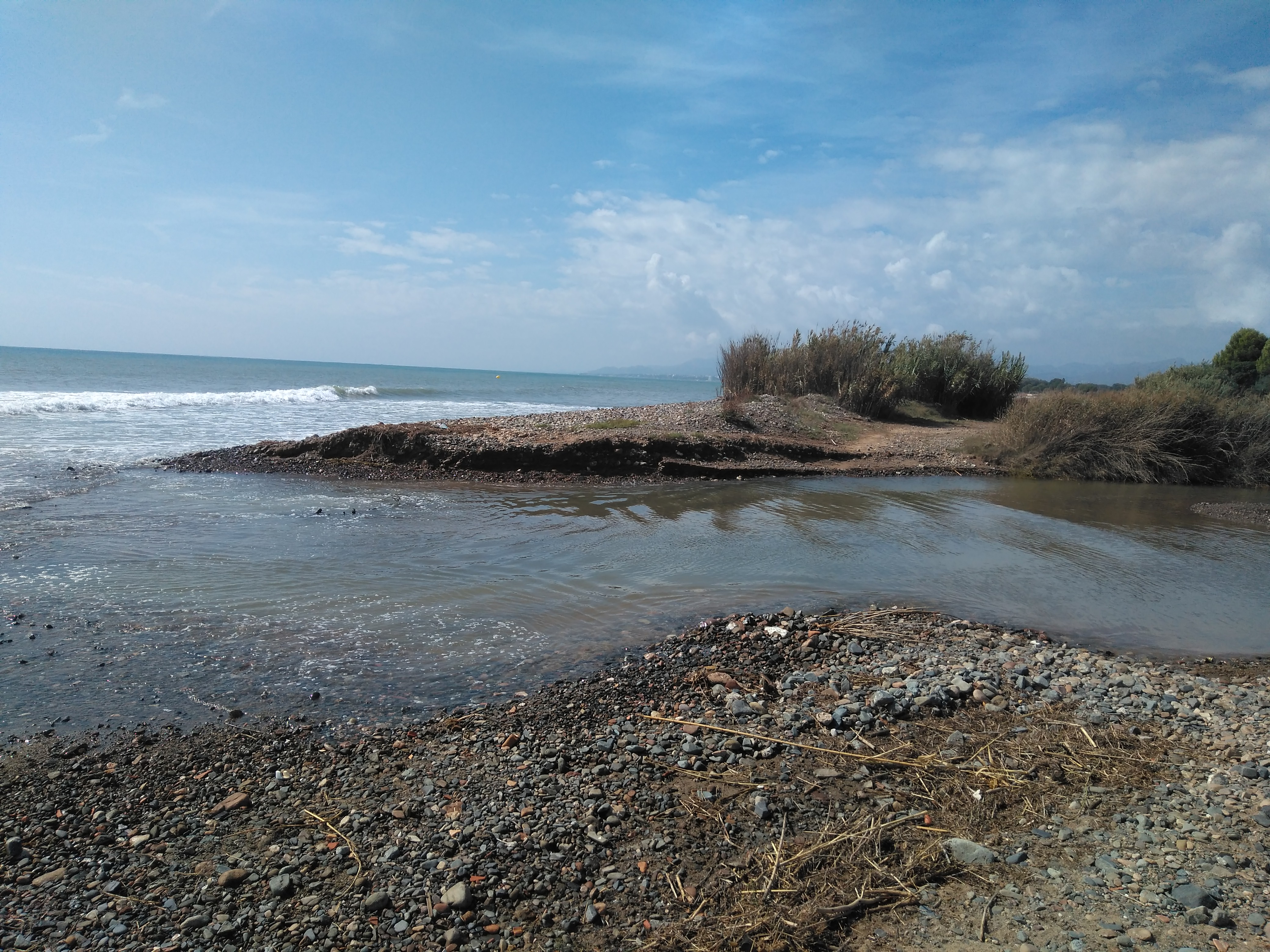
Desembocadura de la Riera de Riudecanyes a Cambrils

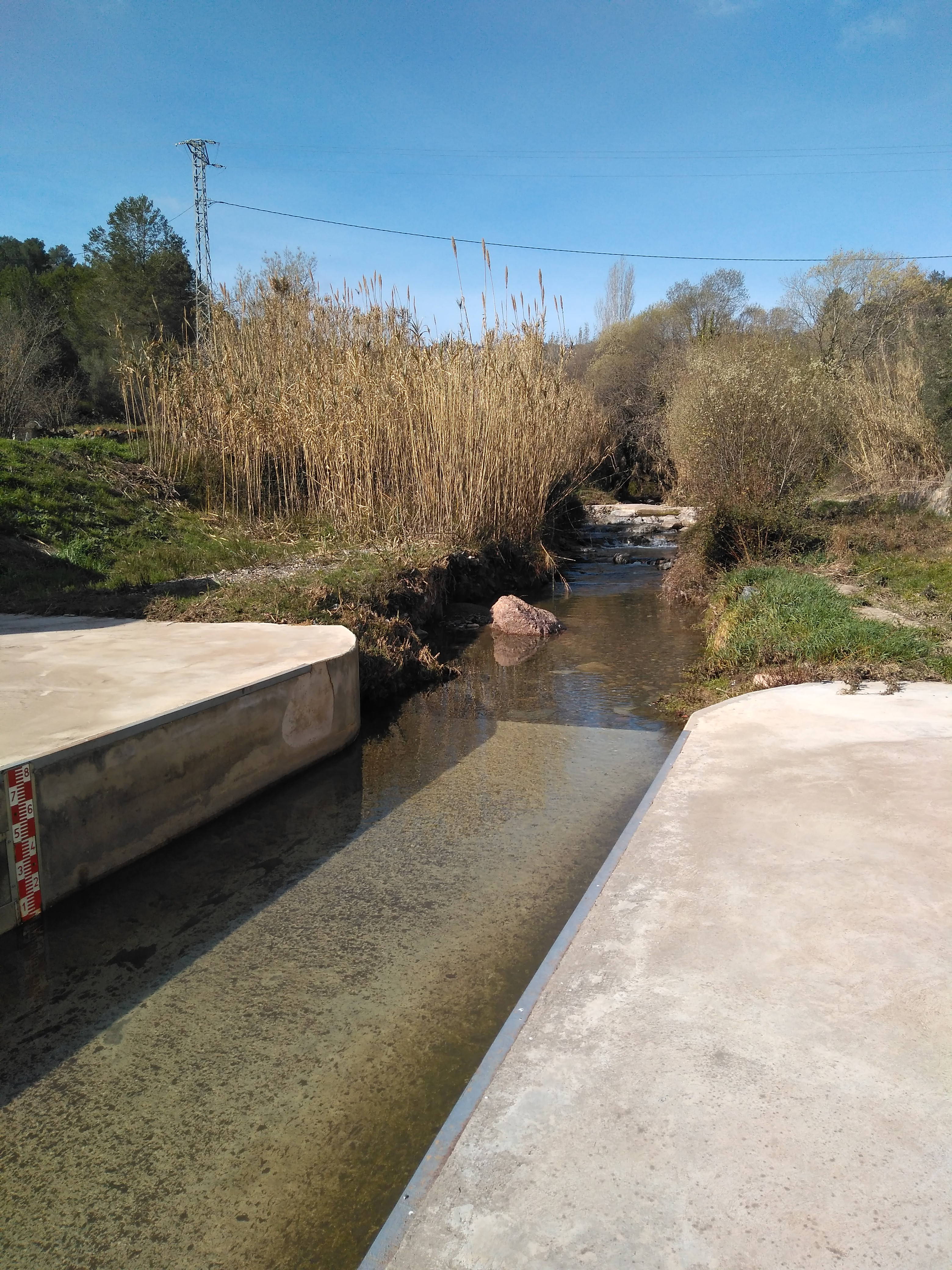
Riera de Riudecanyes abans d'arribar a l'embassament de Riudecanyes